# Bodorfa
Bodorfa je malá vesnička v Maďarsku v župě Veszprém, spadající pod okres Sümeg. Nachází se asi 8 km jihozápadně od Devecseru a asi 13 km severovýchodně od Sümegu. V roce 2015 zde žilo 94 obyvatel. Dle údajů z roku 2011 tvoří 98,1 % obyvatelstva Maďaři, přičemž 1,9 % obyvatel se k národnosti nevyjádřilo.
Jedinou sousední vesnicí je Nemeshany.